# Cirrhipathes nana
Cirrhipathes nana är en korallart som beskrevs av van Pesch 1910. Cirrhipathes nana ingår i släktet Cirrhipathes och familjen Antipathidae. Inga underarter finns listade i Catalogue of Life.